# ルーヴェン・シロアッフ

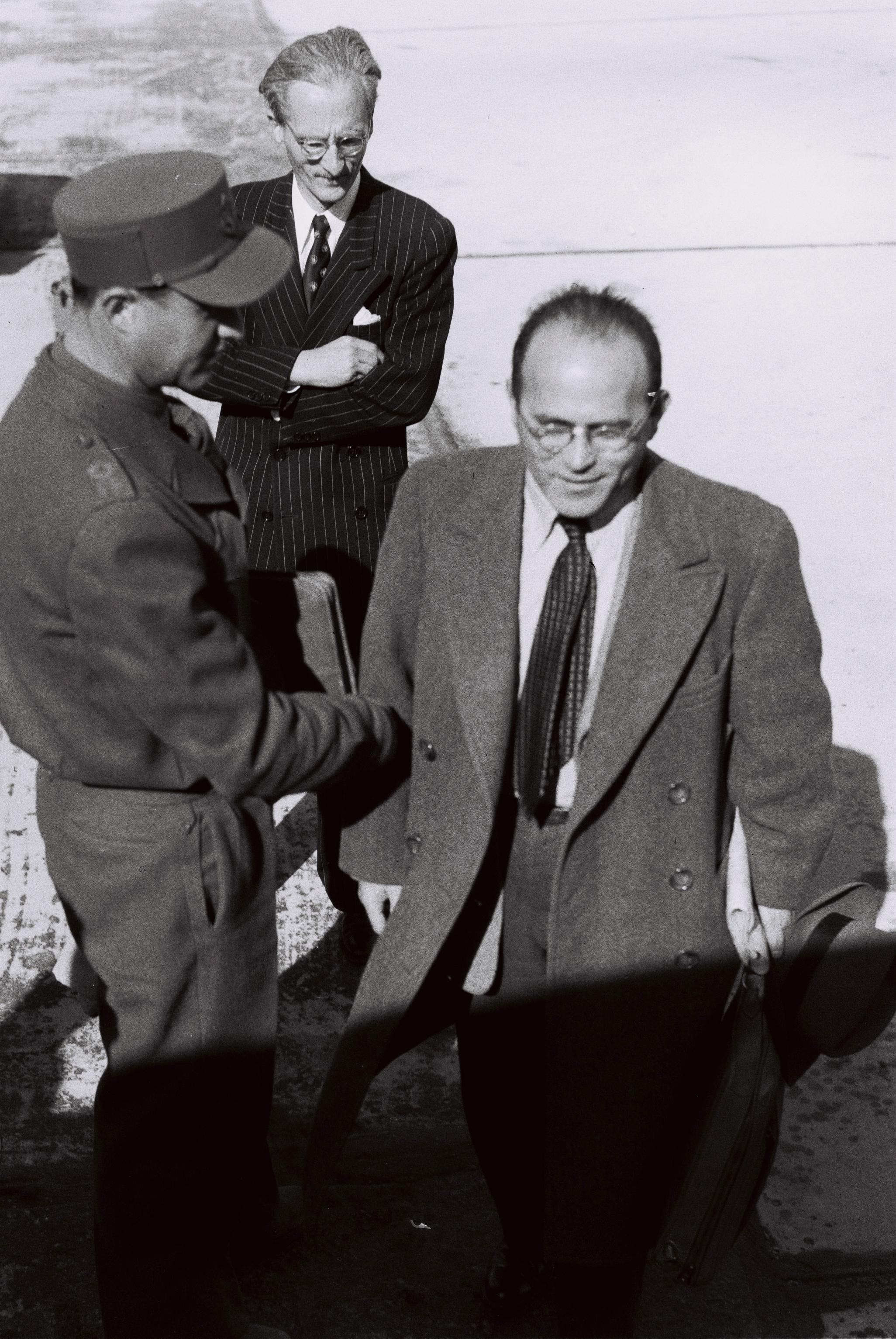
ルーヴェン・シロアッフ

ルーヴェン・シロアッフ（1909年 - 1959年）(ヘブライ語：ראובן שילוח）は中東専門家でイスラエルの諜報部門創設期の第一人者。同国対外情報機関のイスラエル諜報特務庁の創設者。はじめはザスラニという姓を名乗っていた。

## 経歴

### 中東専門家
国際連盟イギリス委任統治領パレスチナのイシューブ（ユダヤ人社会）の政府的存在であったユダヤ機関外交諜報部であった政治局所属のシロアッフは1931年に新聞記者の偽装でイラクに赴く。その時既にシロアッフは、今日まで続くシオニストとクルド人のコネクションの基礎を作り上げる。

### 諜報専門家
パレスチナへ帰った後、イシューブの政府的存在であったユダヤ機関の外務省的存在兼情報機関である（ユダヤ機関）政治局の中でアラブ専門家精鋭を集めたアラブ課に所属した。さらにイシューブの軍事組織ハガナーの情報機関であるハガナー情報局（シェルート・ハ-イェディオット）の創設に関わる。第二次世界大戦時にはユダヤ機関と協力関係にあったイギリス軍とのリエゾン（連絡係）を務めて英国側との意思疎通を図る。イスラエル建国後は、モシェ・シャレット外相の特務問題顧問として新国家の対外情報機関となった外務省政治局を指導監督した。

### モサッド長官
だが、シロアッフは外務省政治局に問題を見出した。そして、外務省政治局の監督及び同局と他の情報機関との諜報活動調整の為に1949年12月13日に諜報保安集中調整庁（モサッド・レ-リクーズ・ウ-レ-テウーム・シェルテイ・ハ-モディイン・ヴェ-ハ-ビタホン）を創設して初代長官に就任。1950年にシロアッフは監督機関モサッドと並存していた対外情報機関の外務省政治局の解散を決定。
ヨーロッパで諜報活動に従事していた外務省政治局の情報要員達はこれを不服とし、公文書を焼くなどイスラエル情報コミュニティー史上に残る「スパイ達の反乱」を起こすが、シロアッフはこれを鎮圧処分した。
1951年に諜報保安集中調整庁は外務省政治局の資産を吸収して、イスラエル諜報特務庁（ハ-モサッド・レ-モディイン・ウ-レ-タフキディム・メユハディム）と改名。